# 걸 인 419
걸 인 419(The Girl In 419)는 미국에서 제작된 알렉산더 홀, 조지 섬니스 감독의 1933년 영화이다. 제임스 던 등이 주연으로 출연하였다.

## 출연

### 주연
- 제임스 던
- 글로리아 스튜어트

### 조연
- 데이비드 매너즈
- 윌리엄 해리갠
- 잭 라 루
- 빈스 바넷
- 키티 켈리
- 에드워드 가갠
- 제임스 버크
- 클로렌스 윌슨
- 거트루드 쇼트
- 할 프라이스